# Хар-Хома

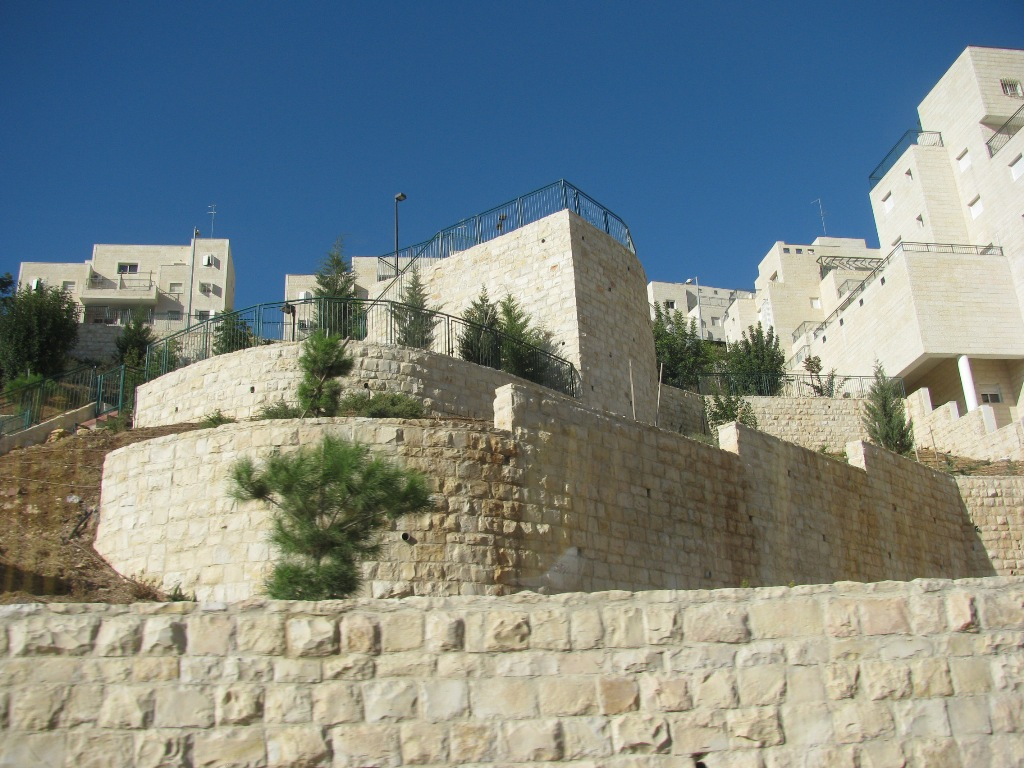
Террасное строительство в Хар-Хома, с использованием иерусалимского камня

Хар-Хома (ивр. הר חומה‎), официально Хомат-Шмуэль — израильское поселение в Южном Восточном Иерусалиме, в районе Бейт-Сахур. Построено на 1,850 дунамов земли, экспроприированной в 1991 году. Считается нелегальным израильским поселением большей частью мирового сообщества, хотя Израиль оспаривает это. Поселок также называется[кем?][где?] Джебель-Абу-Гнейме, по арабскому названию холма. Одна из целей его создания — воспрепятствовать росту близлежащего палестинского города Вифлеем.
Население Хар-Хома — светские, традиционные и ортодоксальные евреи.
Район был официально переименован в Хомат-Шмуэль в 1998 году, после того, как Шмуэль Меир, бывший заместитель мэра Иерусалима, игравший активную роль в развитии района, был убит в 1996 году.
В 2013 году население Хар-Хома составляло 25,000 человек.
Международное сообщество считает израильские поселения в Восточном Иерусалиме незаконными по международному праву, но израильское правительство оспаривает это.

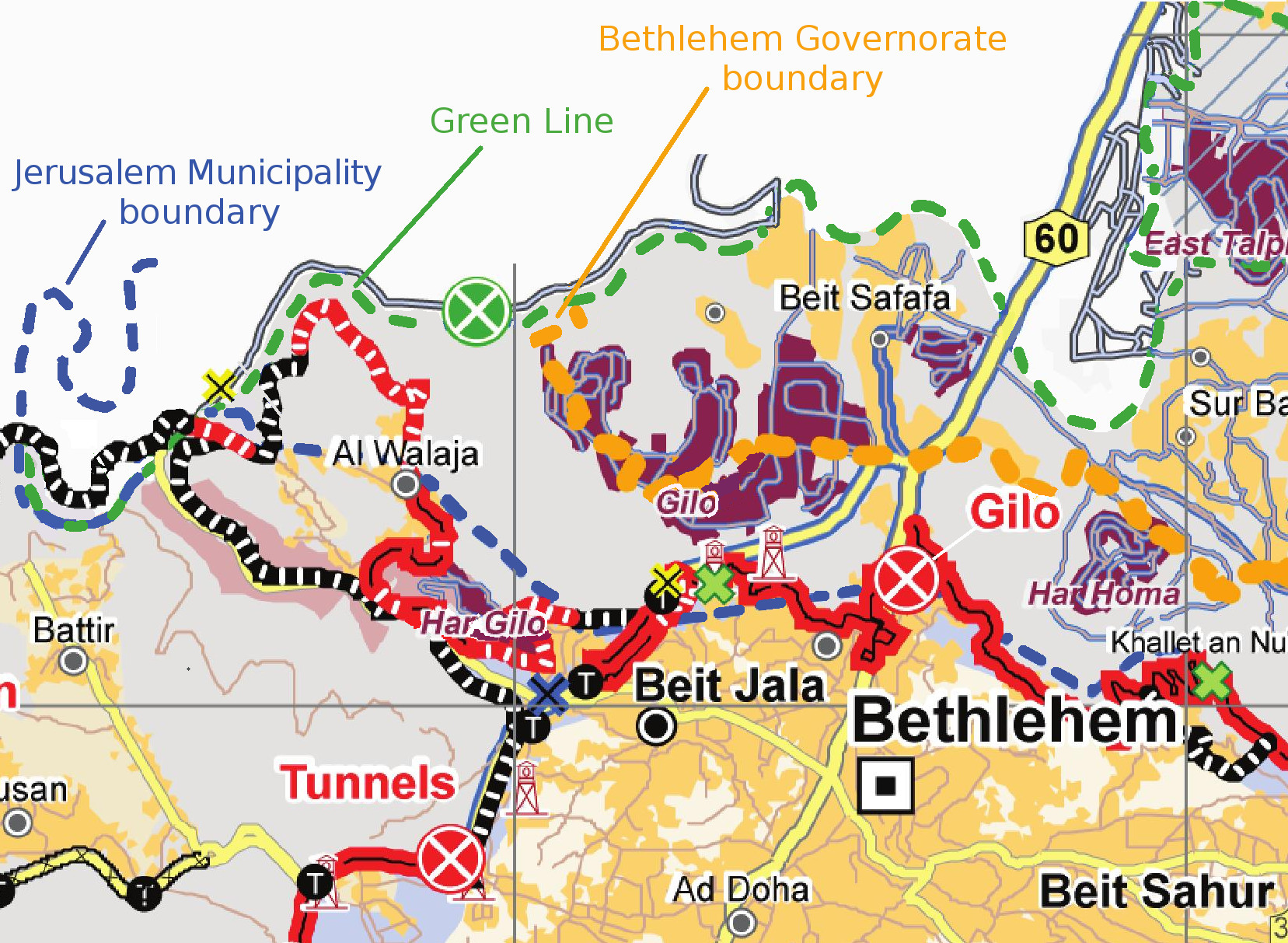
Карта области Гило и Хар-Хома

## История и название
В 1940-е годы еврейская группа приобрела 130 дунамов (13 га или 32 акров) земли на возвышенности между Иерусалимом и Вифлеемом, известной в арабском языке как Джебель-Абу-Гнейме (араб. جبل أبو غنيم‎).
Во время Войны за независимость холм был опорой для египетских Братьев-мусульман, захвачен трансиорданским Арабским легионом. Еврейское название «Хар-Хома», букв. «Холм стены», возник из-за остатков византийской церкви на горе, которая была видна силам Пальмаха, дислоцированных в кибуце Рамат-Рахель. После войны Иордания посадила небольшой лес из сосен, чтобы предотвратить несанкционированное использование земли местными иорданскими жителями. После 1967 года лес поддерживался Еврейским Национальным фондом, пока многие из деревьев не были срублены, и началось строительство жилья в конце 1990-х годов.

## Заселение
Планы развития жилищного строительства были разработаны в 1980-х годах, но израильские экологические группы, охраняющие открытые места в Иерусалиме, были против. Основной целью было завершить непрерывное еврейское окружение в Восточном Иерусалиме, остановив предполагаемую «дыру» в этой области, и таким образом препятствовать развитию Палестины и созданию связи между Бейт-Сахур и Сур Бахер. В 1991 году израильский министр Ицхака Мода одобрил отчуждение земельного участка, которым владело множество частных собственников, как еврейских, так и арабских, на основе закона о принудительном отчуждении для новых строительных проектов в соответствии с генеральным планом. Как еврейские, так и арабские землевладельцы протестовали против захвата земель, и обратились в израильский Верховный суд, который отклонил их требования и вынес решение в пользу правительства. Основным землепользователем был Дэвид Меир, который заключил союз с арабами, чьи земли были экспроприированы, чтобы блокировать развитие.
Часть земель якобы принадлежит греческой Православной Церкви, и была либо продана, либо сдана в аренду после сильного давления со стороны Израиля на церковные власти.
После первой конфискации земли в 1995 году арабские государства довели дело до Совета Безопасности ООН. В мае 1995 года на проект резолюции, осуждающей Израиль, было наложено вето со стороны США. Премьер-министр Израиля Шимон Перес изначально утвердили планы строительства еврейских домов, но отложил церемонию, чтобы избежать конфликта с палестинцами, которые пытались отменить решение в израильском суде. В июле 1995 года правительство решило не приступать к строительству.
19 февраля 1997 года вновь избранное правительство Биньямина Нетаньяху одобрило строительство поселения. Арабские государства вновь обратились в Совет Безопасности. Генеральная Ассамблея осудила действия Израиля, но США вновь наложило вето на резолюцию СБ ООН . В марте 1997 года правительство Нетаниягу, который видел в строительстве домов в Хар-Хома законное расширение Иерусалима, в конце концов, приступило к работе. В марте 2015 года Нетаниягу заявил, что «мы должны были защищать южные ворота Иерусалима строительством в том месте. Был огромный протест, потому что этот район находится в месте, которое предотвращает палестинскую (территориальную) целостность.»
В октябре 2014 года Нетаньяху одобрил строительство 400 дополнительных единиц.
По данным АРИДЖ, Израиль конфисковал 354 дунамов земли у Умм-Туба для Хар-Хома в 1997 году , а с 1997 года Израиль конфисковал сотни дунамов Бейт-Сахур земли для той же цели.

## Институты, организации и инфраструктура

### Образование
В 2013 году в Хар-Хома было 18 детских садов, 5 начальных школ, 4 центра молодёжного движения (Бней-Акива, Эзра, Ариэль, и Бейтар). Средней школы нет, и ученики должны добираться автобусом от четырёх до восьми минут до близлежащих средних школ в Гило, Армон ха-Нацив, или дольше в другие районы.

## Споры

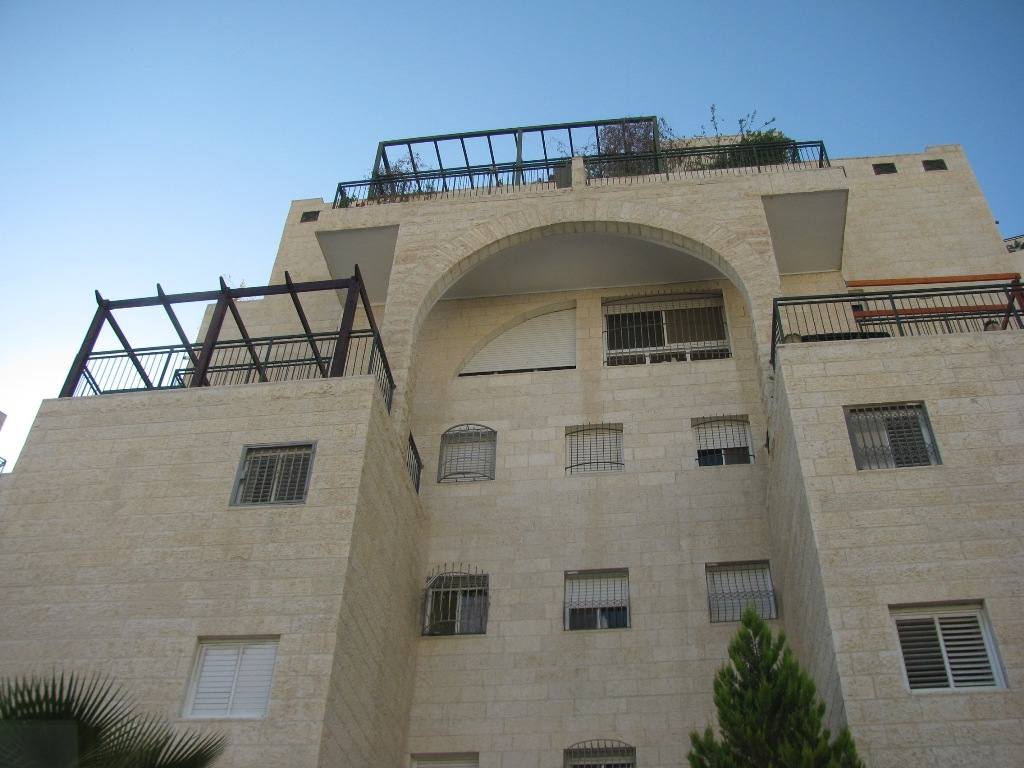
Типичная архитектура в Хар-Хома

Израильские чиновники признали, что некоторые палестинские земли были экспроприированы в районе Хар-Хома, но утверждают, что почти 80 % земли проекта принадлежали евреям. По данным FMEP, израильтяне владеют около 75 % земли. Одна треть он была куплена до 1948 года, а остальные после 1967 года. Палестинцы владели приблизительно 33 % территории.
Израиль заявил, что Хар-Хома находится в Иерусалиме, и строительные работы не влекут за собой изменение статуса Иерусалима, в соответствии с соглашениями Осло. Кроме того, земля была незанята и незастроена до нынешнего строительства; как еврейские, так и арабские землевладельцы получили компенсацию за землю, а жители Бейт-Сахур не могли бы разрабатывать землю в любом случае, так как соглашения Осло временно запретили палестинскую юрисдикцию в Иерусалиме.
Жители Бейт-Сахур, вместе с израильскими мирными активистами, выступают против решения построить район Хар-Хома.
Большинство жителей Хар-Хома сегодня — молодые семьи, которые переехали туда в поисках доступного жилья. Когда муниципалитет Иерусалима утвердил начальные 2500 единиц жилья в Хар-Хома, а также утвержден 3000 единиц жилья и 400 бюджетных единиц жилья в арабском районе Сур Бахер напротив на Хар-Хома. Планы были составлены в 1994 году, но процесс утверждения активизировался в мае 1997 года как противовес еврейскому развитию в Хар-Хома. Палестинские чиновники отклонили проект, считая его уловкой, призванной отвлечь международную критику.
После неудачной попытки остановить развитие территории, жители Бейт-Сахур подали прошение в Верховный Суд Израиля, чтобы вернуть неосвоенные земли между Бейт-Сахур и Хар-Хома палестинскому муниципалитету и перенести забор безопасности, чтобы отразить их собственность на данный земельный участок.

## Взгляды

### Палестинцы
Палестинцы давно считают, что Израиль пытается усилить свой контроль над Иерусалимом путем построения Хар-Хома путем разобщения различных палестинских территорий.

### Администрация США
В 1997 году США наложили вето на две резолюции Совета Безопасности ООН, которые призывали Израиль прекратить строительные работы. США была единственной страной из 15 членов Совета, проголосовавшей против резолюции.
В то время как США традиционно избегали называть окрестности Иерусалима поселениями, в 2008 году госсекретарь США Кондолиза Райс критиковала строительные тендеры в Хар-Хома. По её словам, Соединённые Штаты были против Хар-Хома с самого начала.
В ноябре 2010 года США раскритиковали израильские планы по строительству новых единиц жилья в Хар-Хома.

### Европейский Союз
В 2011 году Кэтрин Эштон сказала, что она была разочарована, услышав, что Израиль планирует расширить Хар-Хома. Она сказала в заявлении, что «Европейский Союз неоднократно призывал правительство Израиля немедленно прекратить всю поселенческую деятельность на Западном берегу, включая Восточный Иерусалим (…) Все поселения являются незаконными по международному праву».